# Dasymys sua
Dasymys sua là một loài động vật có vú trong họ Chuột, bộ Gặm nhấm. Loài này được W. Verheyen, Hulselmans, Dierckx, Colyn, Leirs, & E. Verheyen mô tả năm 2003.